# Срчани удар
Срчани удар, инфаркт миокарда, акутна миокардијална инфаркција (скр. ИМ или АМИ; колоквијално срчана кап) једна је од манифестација исхемијске болести срца (уз стабилну/нестабилну ангину пекторис и исхемијску кардиомиопатију и напрасну срчану смрт узроковану исхемијом) које је најчешћи узрок смрти у земљама са високим стандардом. Најчешћи симптом је бол у грудима или нелагодност која може да пређе у рамена, руке, леђа, врат, или вилицу. Бол се често јавља у центру или на левој страни груди и траје неколико минута. Понекад се непријатност осећа као горушица. Други симптоми могу да обухватају краткоћу даха, мучнину, осећај слабости, хладни зној, или осећај умора. Око 30% људи има атипичне симптоме, при чему је појава таквих симптома чешћа код жена. Међу онима преко 75 година старости, око 5% је имало МИ са мало или без историје симптома. МИ може да узрокује затајење срца, аритмију (укључујући озбиљне типове), кардиогени шок, или срчани застој.
Најнапредније индустријске земље највише су погођене овом болешћу, а то су САД и Уједињено Краљевство. У Европи највећи проценат овог обољења има Финска, а и у Србији ова болест је најчешћи узрок смрти. Најјаче угрожени крајеви су са вишим стандардом, а то су: ужа Србија, а посебно Војводина. Најмања учесталост овог обољења је на Косову.

## Анатомија срчане (коронарне) циркулације
Како је срчани мишић (миокард) пумпа која непрестано ради, од велике је важности да буде стално снабдевена довољном количином крви. Крв која испуњава срчане шупљине припада функционалном крвотоку и не може исхрањивати зидове срца. Зато мишићни систем срца поседује посебан крвоток или срчану (коронарну) циркулацију која се састоји од артерија, артериола, капилара, венула и вена. На срчану циркулацију отпада око 5 до 10% минутног волумена срца, што обезбеђује проток кроз срчане крвне судове од 250 до 350 см³ крви у минути, за време мировања. Ова количина (волумен) крви назива се коронарни проток, који у току напорног мишићног рада може да се увећа за 4 до 5 пута.
Нормална коронарна циркулација је главни предуслов за правилан и несметан рад срца. Срчану (коронарну) циркулација чини артеријски и венски систем крвних судова.
Артеријски систем срца чине десна и лева срчана (коронарна) артерија (лат. a. coronaria dextra et sinistra). Ове артерије са на својим крајевима гранају у артериоле. Артериоле се затим гранају у велики број капилара. Срчане артерије излазе из почетног дела узлазне аорте, из синуса полумесечастих листића аортних залистака. Број срчаних артерија може изузетно варирати; тако нпр. циркумфлексна грана (лат. ramus circumflexus) леве срчане гране може формирати засебну артерију из левог синуса уз отвор за леву срчану артерију.
Лева срчана (коронарна) артерија
Лева коронарна артерија излази из левог синуса аортног ушћа и прошавши субперикардијално између плућне артерије и леве аурикуле протеже се кроз коронарни жлеб према лево, и на предњој страни срца дели се на:
- Предњу међукоморну грану, која се протеже кроз истоимену бразду на предњој страни срца
- Циркумфлексну грану, која наставља кроз коронарну бразду и пружа се према позади обилазећи плућну површину срца.[6]

Лева срчана артерија исхрањује леву преткомору и леву комору, препредњи папиларни мишић у десној комори, мали део десне коморе плућни конус, део срчане преграде и предњи зид десне коморе.
Десна срчана (коронарна) артерија
Десна коронарна артерија излази из десног синуса аорталног ушћа, затим се након прелаза субперикардијално кроз коронарни жлеб пружа удесно, обилази десну ивицу срца, између плућне артерије и десне аурикуле, те се на предњој површини срца грана. Највећи огранак је задња међукоморна грана (лат. ramus interventricularis posterior) која се протеже кроз задњу међукоморну бразду на задњој страни до врха срца.
Десна срчана артерија исхрањује десну преткомору и комору, Кејт-Флаков чвор (енгл. Keith-Flack node) задњи део срчане преграде, задњи папиларни мишић у левој комори и задњу страну леве коморе и булбус аорте.
Због овакве анатомије опструкције десне коронарне артерије утичу на СА и АВ чвор, резултујући појавом брадикардије са блоком грана Хисовог снопа или без њега, па се тако оклузија десне коронарне артерије често манифестује синусном брадикардијом, АВ блоком, срчаним ударом десне коморе, и / или инферопостериорним срчаним ударом.

## Епидемиологија
Коронарна болест срца (КБС) је најчешћи узрок смрти у развијеним земљама света. КБС је одговорна за смрт једног од пет мушкараца и једне од шест жена.
Старосне и полне разлике
Просечна учесталост инфаркта миокарда највећа је у старосној доби између 30 и 69 година са око 600 случајева на 100.000 мушкарце, и 200 случајева на 100.000 жена. Појава инфаркта код жене пре менопаузе због хормоналне заштићености од атеросклерозе, је значајно мања, али значајно расте након шесте деценије живота.
Стопе смртности расте са годинама живота и код старијих људи, због већа стопе обољевања и смртности од инфаркта је већа.
Географска дистрибуција
Инциденција инфаркта миокарда је ниже на југу Енглеске у поређењу са северним делом Енглеске, Шкотске и Северне Ирске.

## Фактори ризика
И поред бројних истраживања и објављених научних студија, још увек није у потпуности разјашњена етиопатогенеза исхемијске болести срца. Зато се у етиопатогенеза исхемије као болести срчаног мишића све више говори о факторима ризика који предиспонирају одређену популацију да оболе од срчаног удара са већом учесталошћу него популација која није изложена истим факторима ризика. Главни независни фактори ризика за појаву исхемијске болести срца (срчаног удара) наведени су у доњој табели:
| Фактори ризика за појаву срчаног удара | Фактори ризика за појаву срчаног удара | Фактори ризика за појаву срчаног удара |
| Узрок                                  | Последице |                                        |
| -------------------------------------- | --- | -------------------------------------- |
| Атеросклероза                          | Поремећајима метаболизма, у којима долази до формирање атеросклеротичних крвних плочица на зидовима крвних судова - главни су фактор ризика у развоју срчаног удара, због нееластичности и сужења лумена, пре свега срчаних крвних судова. |                                        |
| Старост                                | Ризик за појаву срчаног удара због хроничних болести и израженијих етеросклеротских промена на срчаним крвним судовима већи је старијем животном добу (после 45-50 година живота), или код мушкарци старости > 55 година и жене после менопаузе и старости > 65 година. |                                        |
| Пол                                    | Према статистичким подацима, код мушкараца се срчани удар чешће јавља у средњем животном добу мада се код жена акутни срчани напад јавља 1,5-2 пута чешће него код мушкараца у менопаузи. |                                        |
| Повишен крвни притисак                 | Особе које пате од хипертензивне болести имају већи ризик за кардиоваскуларни догађај, који је у корелацији са вредностима крвног притиска, јер повећава потребе срчаног мишића за кисеоником. |                                        |
| Пушење дувана                          | Пушење дувана доводи до поремећаја рада многих органа и система у организму. У стањима хроничног тровања никотином долази до сужавање срчаних артерија, што доводи до недовољног снабдевања срчаног мишића кисеоником. Ово стање може се јавити не само код активних већ и пасивних пушача. |                                        |
| Злоупотреба алкохола                   | Веза између коронарног срчаног обољења, срчаног удара и алкохола је корелативна - најнижи ризик је при умереном конзумирању алкохола. |                                        |
| Гојазност                              | Год гојазних особа промене на срчаним крвним судовима настају као последица нарушеног метаболизма липида (масти) повећани серумски (укупни и ЛДЛ) холестерол и низак ХДЛ холестерол што убрзава развој атеросклерозе, хипертензије и повећава ризик од шећерне болести. Развоју гојазности погодује и недостатак физичке активности због промена у метаболизам и акумулације вишка телесне тежине. |                                        |
| Недостатак вежбања                     | Недостатак физичке активности негативно утиче на метаболизам у телу, што је један од разлога за акумулацију вишка телесне тежине, пре свега масних наслага, што убрзава појаву гојазности и интензивира процесе атеросклерозе. |                                        |
| Шећерна болест                         | Пацијенти са шећерном болести су у високом ризику од срчаног удара, јер повишени нивои глукозе у њиховој крви имају штетан утицај на зидовима крвних судова и хемоглобин, онемогућити његову функцију транспорта (пренос) кисеоника до срчаног мишића. |                                        |
| Наследни фактори                       | Поједине особе имају породичну склоност ка обољењу од срчаног удара, највероватније због генетских предиспозиција, идентичних услова живота, начина исхране итд. Ризик од настанка оштећења коронарне циркулације и могућег срчаног удара, утолико је већи уколико је у породици било исхемијског обољења срца у ранијем животном добу (<55 код мушкараца; <65 година код жена)                    |                                        |

## Етиологија
Најчешћи узрок инфаркту је закречавање крвних судова (атеросклероза), због нарушеног снабдевају крвљу срчаног мишића. Закречавање крвних судова започиње још у раној младости, јаче се испољава после 30 година, а у каснијем животном добу због гојазности, недовољне физичке активности и акумулације хроничних болести све брже се развија.
Срчани удар или инфаркт срца настаје изненада, као акутна болест, или клинички облик исхемијског срчаног обољења, у којем као резултат потпуног или делимичног прекида у снабдевања крвљу срчаног мишића, у оболелом региону (срчаном крвном суду) долази до развоја некрозе (изумирања) мишићног ткива срца. То доводи истовремено до „слома“ функције читавог кардиоваскуларног система и озбиљног угрожавања живота болесника.
Потпуни прекид циркулације у крвном суду срчаног мишића може настати када дође до;
- Пуцања атеросклеротског плака и излива садржаја плака који запуши неку од срчаних артерија.
- Грчења (спазма) срчаног мишића око артерије
- Зачепљење крвног суда срца изазвано емболијом или тромбозом
- Траума срчаног мишића

## Патофизиологија
У основи срчаног удара је исхемија срчаног мишића, која настаје када проток крви кроз коронарне артерије постане недовољан за нормално снабдевање кисеоником. Тада ћелије срчаног мишића прелазе са аеробног у анаеробни метаболизам, што је праћено прогресивним оштећењем метаболичких, механичких и електричних функција. Зато се каже да је ангина пекторис најчешћа клиничка манифестација исхемије срчаног мишића, која узрокује хемијску и механичку стимулацију сензорних аферентних нервних завршетака у коронарним крвним судовима и срчаном мишићу. Ова нервна влакана протежу се од првог до четвртог грудног кичменог нерва, па преко кичмене мождине досежу до таламуса, а одатле до мождане коре.
Бројне студије наводе аденозин као један од главних хемијских медијатора ангинозном болу у срчаном удару. Током исхемије, АТП се разлаже до аденозина, који, након дифузије у екстрацелуларни простор, изазива дилатацију артериола и ангинозни бол. Аденозин, највероватније, изазива ангину тако што стимулише рецепторе у А1 аферентним нервним завршецима срца.
Исхемија срчаног мишића може бити последица;
- смањеног протока крви кроз коронарне артерије изазваног фиксном и/или динамичком епикардијалном стенозом коронарних артерија (тј смањењем протока кроз крвне судове),
- абнормалног сужења или недовољног ширења (дилатације) коронарне микроциркулације (тј. повећаног отпора у крвним судовима),
- смањеног преноса кисеоника путем крви.
- животне доби, мушкарци старости > 55 година и жене после менопаузе старости > 65 година.

Исхемија срчаног мишића може бити и последица фактора који утичу на састав крви, као што су смањена способност крви за транспорт кисеоника, нпр. код тешке анемије (хемоглобин, <8 g/dl), или повишеног нивоа карбоксихемоглобина (као последица удисања угљен-моноксида у затвореном простору или дуготрајног пушења).
Атеросклероза је један од најчешћих узрока оштећења коронарних артерија, па самим тим и ангине пекторис. Пацијенти са фиксним коронарним атеросклеротским лезијама од најмање 50% показују знаке исхемије срчаног мишића током повећаних метаболичких захтева, као резултат значајног смањења коронарног протока крви. Ови пацијенти нису у стању да повећају свој коронарни проток крви током стреса, тако да због насталог несклада између повећане потражње и поремећаја метаболизма, настаје ангина. Фиксне атеросклеротске лезије од најмање 90% скоро потпуно укидају резервни проток и зато се код ових пацијената промене праћене ангином могу јавити у мировању.
Коронарни спазам такође може да смањи коронарни проток крви изазивањем динамичке стенозе коронарних артерија. Принцметалова ангина се дефинише као ангинозни синдром са елевацијом СТ сегмента, изазване централним спазмом коронарних артерија. И ако код већине пацијената са Принцметаловом ангином у основни постоји коронарна лезија, код дела пацијената ангиографски налаз коронарних артерија може бити нормалан. Неколико механизама се наводи као могући узрок Принцметалове ангине: као главни је недостатак азотног оксида због поремећаја у његовој производњи, хиперинсулинемија, низак ниво интраћелијског магнезијума, пушење цигарета, и коришћење кокаина.

## Клиничка слика
Акутни облик срчаног удара има доста специфичне симптоме, који су обично толико изражени да не могу проћи незапажено. Ипак, треба имати на уму да постоје и атипични облици болести.

### Клиничке манифестације акутног коронарног синдрома
Различите манифестације акутног коронарног синдрома имају заједнички патофизиолошки супстрат. Главни симптом који иницира дијагнозу је бол у грудима, али се класификација болесника заснива на електрокардиограму (ЕКГ). У складу с тим постоје две категорије болесника:
СТЕ-АКС или СТЕМИ група
У ову групу спадају болесници са типичним акутним болом у грудима и перзистентном (> 20 минута) елевацијом СТ сегмента на ЕКГ. Ово се назива АКС са СТ елевацијом (СТЕ-АКС). Већина ових болесника ће на крају да развије инфаркт миокарда са СТ елевацијом (СТЕМИ) са „Q“ зупцем.
НСТЕ-АКС или НСТЕМИ група
У ову групу спадају пацијенти са акутним болом у грудима али без перзистентне елевације СТ сегмента на ЕКГ (НСТЕ-АКС). Они имају депресију СТ сегмента или инверзију Т таласа, аплатиране Т таласе, без „Q“ зупца, или немају ЕКГ промене при првом прегледу. Међутим мали проценат болесника може имати акутни срчани удар, са „Q“ зупцем.
Пацијенти са СТЕМИ имају нешто већу хоспиталну смртност него они са НСТЕМИ (7% према 5%), али после шест месеци учесталост смртности мортали код оба стања су веома сличне (12% односно 13%).

### Главни знаци и симптоми
Најважнији симптоми инфаркта су: продужен и веома јак бол, стезање и притисак у грудима и/или испод грудне кости. Бол често сева у леву руку, врат или вилицу. Бол је често праћен слабошћу, малаксалошћу, знојењем понекад повраћањем и јако израженим гушењем. Како у већини случајева, болесници имају типичан облик срчаног бола, локализованог у прекордијуму, лекар има могућност да правилно и правовремено постави дијагнозу болести и њен третман, због краткоће времена за успешан исход болести, одмах почне.
Болови обично настају после тежег физичког или психичког замора, нервирања, злоупотребе пушења, кафе или алкохола, преобилног оброка и излагања хладноћи, али могу настати и без ових провокативних фактора тј. из чиста мира па чак и у сну, због хиперконцентрације (згушњавања) крви.

## Дијагноза

#### ЕКГ
Ова метода у срчаном удару омогућава објективизацију налаза, јер развој коронарне инсуфицијенције са пратећом исхемијом и променама на ЕКГ може настати нагло, акутно али може постојати и током дугог интервала, да би се при физичким или психичким напрезањима испољила у виду типичног ангинозног напада. Због тога се са клиничког и ЕКГ становишта уочавају следећи облици промена:
- У миру, ЕКГ је обично нормалан код 30 - 50% пацијената,
- Налаз у току напада може бити од користи. Реверзибилна депресија СТ сегмента је снажан знак коронарне артеријске болести,
- Налаз краткотрајна СТ депресија, инверзија Т таласа или појава усправних Т таласа, чест је код ангине пекторис,
- Доказ о ранијем срчаном удару, хипертрофија леве коморе или присуство блока леве гране од користи су при постављању тачне дијагнозе.

У зависности од електрокардиограмских промена у раној фази срчаног удара, издвајају се две категорије болесника:
Болесници са исхемијским болом или његовим еквивалентима
Код ових болесника (најчешће са диспнејом), на електрокардиограму се региструје перзистентна елевација СТ сегмента или новонастали блок леве гране. Ови болесници најчешће касније развијају акутни срчани удар са „Q“ зупцем;
Болесници са исхемијским болом или његовим еквивалентима без перзистентне елевације СТ сегмента и без новонасталог блока леве гране
Код ових болесника најчешће се региструје трајна или пролазна депресија СТ сегмента, инверзија, аплатираност или псеудонормализација Т таласа, неспецифичне промене СТ сегмента, а некада и нема промена на електрокардиограму. Највећи део ових болесника нема биохемијске маркере некрозе срчаног мишића и представља групу болесника са нестабилном ангином пекторис. Ако су присутни биохемијски маркери то је група болесника са срчаним ударом, без елевације СТ сегмента, односно то су углавном болесници који имају акутни срчани удар, без „Q“ зупца. Такође, мали проценат може имати акутни срчани удар, са „Q“ зупцем

## Диференцијална дијагноза
Најчешће болести које треба имати у виду у диференцијалној дијагнози срчаног удара приказане су по органским системима на доњој табели:
| Диференцијална дијагноза срчаног удара | Диференцијална дијагноза срчаног удара                                                                                                  | Диференцијална дијагноза срчаног удара |
| -------------------------------------- | --- | -------------------------------------- |
| Васкуларне болести                     | - Абдоминални компартмент синдром - Акутна дисекција аорте - Дисекција аорте - Аортна регургитација - Аортна стеноза                    |                                        |
| Срчане болести                         | - Акутна митрална регургитација - Акутни перикардитис - Руптура срца - Инсуфицијенција митралне валвуле                                 |                                        |
| Дигестивне болести                     | - Акутни холециститис и билијарна колика - Акутни гастритис - Билијарна болест - Езофагитис - Жучни каменци (холелитијаза) - Диспепсија |                                        |
| Психичка стања и неуролошке болести    | - Анксиозни поремећаји - Депресија - Спазам једњака - Гастроезофагусна рефлуксна болест - Плеуродинија                                  |                                        |
| Плућне болести                         | - Астма - Упала плућа - Пнеумоторакс - Идиопатска плућна артеријска хипертензија - Плућна емболија (ПЕ)                                 |                                        |
| Ургентна стања                         | - Кардиогени шок - Хронична опструктивна плућна болест (ХОПБ) и емфизем у хитној медицини                                               |                                        |
| Заразне болести                        | - Херпес зостер - Инфективни ендокардитис - Миокардитис - Миоперикардитис                                                               |                                        |

## Терапија

### Хигијенско дијететски режим
Иако је у одређеном броју случајева немогуће предвидети срчани удар, код особа са јасним назнакама повишеног ризика од срчаног удара или особа које су већ претрпели блажи срчани удар, препоручује се низ превентивних мера у циљу спречавања и смањења ризика од настанка срчаног удара.
Физичка активност
Саветује се блажа до умерена физичка активност у аеробној зони тренинга, пре свега пливање, брзо ходање и џогирање, затим вежбе истезања, јоге и медитације.Неопходно је и кориговати исхрану.
Исхрана
Препоручују се здраве масти из коштуњавог воћа које снижавају холестерол и смањују ризик од срчаног напада, бобичасто воће ( свеже боровнице, малине, купине, јагоде, трешње) које благотворно делују на крвну слику и доприносе отчепљењу крвних судова.Затим, намирнице попут црног лука, свеже паприке, цвекле, карфиола и ђумбира које доприносе регулацији крвног притиска.
Избегавати масну и презачињену храну, посебно у касним вечерњим сатима.Неопходно је избегавати сваку могућност стресних ситуација - узбуђења, рада под притиском, пословних оптерећења и стресова.

## Прогноза

### Изненадна срчана смрт
Изненадна срчана смрт (ИСС) као последица срчаног удара је брза и неочекивана манифестација која се карактерише губитком свести који настаје унутар једног часа од почетка акутних промена у функцији кардиоваскуларног система. Како је непосредни узрок срчаног застоја нагла промена функционисања кардиоваскуларног система која је неспојива са очувањем свести због наглог прекида снабдевања крвљу централног нервног система, веома је важно да се нагласи кратак временски интервал између почетка поремећаја одговорног за срчани застој и настанка губитка свести.
Према доступним подацима инциденца ИСС је 0,1-0,2% годишње. Епидемиолошке студије су регистровале чешћу појаву ИСС у раним јутарњим часовима, чешће понедељком него осталим данима у недељи и чешће током зимских месеци. ИСС је прва клиничка манифестација болести код 20-25% болесника са коронарном болешћу, а претходни срчани удар се налази чак код 75% пацијената који су умрли или преживели ИСС.
Електрични механизми срчаног застоја у већини случајева су тахиаритмични (фибрилација срчаних комора и продужена коморска тахикардија која прогредира у фибрилацију комора), али могу бити и брадиаритмични - асистолни (асистола и електормеханичка дисоцијација). Пацијенти код којих се у тренутку срчаног удара региструје електормеханичка дисоцијација имају највећу смртност.

## Превенција
Да би се друштво могло организовано супротстављати овој тако честој и опасној болести, данас се у развијеним срединама организују широке акције за мере превентиве и здравственог просвећивања широких народних маса. Ово се чини из тога разлога, јер ако погледамо узроке настајања обољења види се да се може веома много учинити превентивним мерама.
Организују се активности за заштиту средине од загађивања и тровања, за увођење васпитних мера у школама, за правилну хигијенску исхрану и употребу лекова, за правилну примену физичке активности и психичке релаксације. Такође се организују разна друштва за борбу против болести срца и крвних судова.
Организовање и прикупљање материјалних средстава за све акције, а чланове овог друштва поред медицинских стручњака чине представници радних организација или и све друге особе које су боловале од инфаркта. Сви они својим радом и прилогом учествују у извршавању општих задатака овог друштва.

## Шта урадити у случају напада
Када дође до појаве болести тада је најдрагоценија хитна лекарска помоћ. Утврђено је да 2/3 умрлих од инфаркта умире ван болнице. Због тога околина оболелог треба брзо да смири болесника, забрани сваку даљу активност и да позове лекара или да болесника пребаци у најближу здравствену установу. Такође је неопходно дати оболелом нитроглицерин(у облику таблете или спреја), како би се ублажили болови, проширили крвни судови, а можда и спречи даљи развитак срчаног удара. Такође је од користи сажвакати таблету аспирина.